# Larry (Musikkompilation)
Larry war eine Serie von Musik-Samplern mit aktuellen Titeln aus den Musik-Charts und erschien zwischen 1987 und 1995 in unregelmäßigen Abständen als Langspielplatte, Musikkassette und CD. Maskottchen war die Comicfigur Larry, eine Ratte, die einen regelmäßigen Ein-Seiten-Strip in der Jugendzeitschrift Bravo hatte. Das erste Album erschien als Doppel-LP und CD auf dem Plattenlabel CBS. Die eigentliche Reihe „Larry präsentiert“ wurde ab 1989 veröffentlicht. Ab 1990 erfolgte die Veröffentlichung über Sony Columbia. Von 1991 bis 1994 erschien pro Jahr eine Ausgabe der Unterreihe „Party Rock“. 2004 erschien, fast 10 Jahre nach dem Einstellen der Serie eine DVD mit Musikvideos. Einige Titel erreichten hohe Platzierungen in den Schweizer Kompilationscharts, einmal sogar die Spitzenposition.

## Diskografie
| Jahr | Album                                                               |
| ---- | ------------------------------------------------------------------- |
| 1987 | Sommer Smash Hits                                                   |
| 1987 | Top Smart Hits ’87 – Der flotteste Dreier des Jahres                |
| 1988 | Bravo Sommer Smash Hits ’88                                         |
| 1988 | Larry ist: Rat Out Of Hell – Der höllischste Dreier des Jahres      |
| 1989 | Larry präsentiert: 32 Sonnenhits für Himmelsstürmer und Abgestürzte |
| 1989 | Larry präsentiert: Die Knaller des Jahres                           |
| 1990 | Larry präsentiert: Party Rock                                       |
| 1990 | Larry – 1. Halbzeit ’90 – 32 Volltreffer                            |
| 1990 | Larry präsentiert: Hit Tornado '90/'91                              |
| 1991 | Larry präsentiert: Dance Now                                        |
| 1991 | Larry präsentiert: Party Rock 2                                     |
| 1991 | Larry präsentiert: Sommer Smash Hits ’91                            |
| 1991 | Larry präsentiert: Dance Now! Volume 2                              |
| 1991 | Larry präsentiert: Winter Smash-Hits 92                             |
| 1992 | Larry präsentiert: Party Rock 3                                     |
| 1992 | Larry präsentiert: Sommer Smash Hits ’92                            |
| 1993 | Larry präsentiert: Neue Smash-Hits 93                               |
| 1993 | Larry präsentiert: Party Rock 4                                     |
| 1993 | Larry präsentiert: Super Saurier Hits ’93                           |
| 1994 | Larry präsentiert: Musketier Hits 94                                |
| 1994 | Larry präsentiert: Hit Duell 94                                     |
| 1995 | Larry präsentiert: Monsterhits ’95                                  |
| 1995 | Larry präsentiert: Larry’s Late Neid Hits ’95                       |
| 1995 | Larry’s Hitrakete                                                   |
| 2004 | Larry presents: Best of the 80’s (DVD)                              |